# 제62회 NHK 홍백가합전
《제62회 NHK 홍백가합전》(일본어: 第62回NHK紅白歌合戦 다이로쿠쥬니카이에누에이치케이코하쿠우타갓센[*])는 2011년 12월 31일에 방송된 통산 62회째인 NHK 홍백가합전이다.

## 소개
「도호쿠 응원 기획」으로 도호쿠 지방 3개 현에서 생중계되었고, 테마는 「내일을 노래하자」였다.

## 사회자
- 종합사회 - 아베 와타루 아나운서
- 홍조(紅組)사회 - 이노우에 마오
- 백조(白組)사회 - 아라시 전원
- 라디오 중계 - 코마츠 코지, 하시모토 나오코 아나운서
- 이와테현 리쿠젠타카타시 다케코마 커뮤니티 센터 중계 - 미야지마 다이스케 아나운서(NHK 모리오카 방송국)
- 후쿠시마현 이와키시 스파 리조트 하와이안즈 중계 - 나가이 신이치 아나운서
- 도쿄도 시부야구 도쿄 체육관 중계 - 쿠보타 유카 아나운서

## 게스트 심사원
- 오오타케 시노부 : 2011년 NHK 대하드라마 『고우~공주들의 전국~』에서 고다이인 역. 또한 같은 해 자수포상을 수장함.
- 다나카 마사히로 : 퍼시픽 리그 최다승, 사와무라 에이지상 등 많은 개인 타이틀을 얻었다.
- 준코 코시노 : 패션 디자이너로, 2011년 하반기 연속 TV 소설 『カーネーション』의 여주 오하라 이토코의 모델로 알려진 패션 디자이너 코시노 아야코의 둘째 딸.
- 미타니 코키 : 각본을 쓴 영화 『멋진 악몽』이 대히트했다.
- 스즈키 쿄카 : 2010년 드라마10(NHK 종합 텔레비전 10시대에 틀어주는 연속드라마 프로그램 중 하나)에서 방송되었고, 2011년에는 영화화 된 『세컨드 버진』의 주인공 나카무라 루이 역.
- 사사키 노리오 : 2011년 FIFA 여자 월드컵에서 일본 여자 축구 국가대표팀을 첫 우승으로 이끈 감독.
- 스즈키 아키코 : 2011년 NHK배 국제 피겨 스케이팅 여자 싱글 우승.
- 마츠야마 켄이치 : 2012년 방영할 대하드라마 『다이라노 기요모리』에서 다이라노 기요모리 역.
- 마츠이 후유코 : 여성 화가로, 공립미술관인 요코하마 미술관에선 처음으로 대규모적인 개인전을 개최.
- 고토쇼기쿠 가즈히로 : 2011년 아키바쇼(9월에 행해지는 스모 대회)에서 좋은 성적을 얻어 오오제키로 승급.

## 출장가수
진한 글씨는 첫 출장을 나타냄.

괄호 안의 숫자는 출장횟수를 나타냄.

### 1부
- 아카구미(紅組) :
  - 하마사키 아유미 (13) 〈progress〉
  - 안젤라 아키 (6) 〈One Family〉
  - AKB48 (4) 〈紅白2011 AKB48スペシャルMIX ～がんばろう日本！～[1]〉
  - "아시다 마나 (1) 〈マル・マル・モリ・モリ!〉 (합동 공연)"
  - 니시노 카나 (2) 〈たとえ どんなに…〉
  - 가와나카 미유키 (24) 〈二輪草〉
  - 후지 아야코 (17) 〈あや子のお国自慢だよ ～がんばろな東北！！紅白スペシャル～〉
  - 미즈키 나나 (3) 〈POP MASTER〉
  - 고다이 나츠코 (18) 〈金木犀〉
  - 미즈모리 카오리 (9) 〈庄内平野 風の中〉
  - 시이나 링고 (1) 〈カーネーション －紅組なら誰でも〉
  - "나쓰카와 리미 (6) 〈あすという日が〉 (합동 공연)"

- 시로구미(白組) :
  - NYC (3) 〈100%勇気ＮＹＣ[2]〉
  - flumpool (3) 〈証〉
  - "스즈키 후쿠 (1) 〈マル・マル・モリ・モリ!〉 (합동 공연)"
  - FUNKY MONKEY BABYS (3) 〈それでも信じてる〉
  - AAA (2) 〈CALL〉
  - 히라이 켄 (7) 〈いとしき日々よ〉
  - 호소카와 타카시 (35) 〈ねぶた〉
  - 포르노그라피티 (10) 〈ワンモアタイム〉
  - 이나와시로코즈 (1) 〈I love you & I need you ふくしま〉
  - L'Arc~en~Ciel (5) 〈CHASE〉
  - 모리 신이치 (44) 〈港町ブルース〉
  - "아키카와 마사후미 (4) 〈あすという日が〉 (합동 공연)"

### 2부
- 아카구미(紅組) :
  - 카라 (1) 〈KARA 2011スペシャルメドレー[3]〉
  - Perfume (4) 〈レーザービーム〉
  - 소녀시대 (1) 〈GENIE〉
  - aiko (10) 〈恋のスーパーボール〉
  - 코다 쿠미 (7) 〈愛を止めないで〉
  - 히라하라 아야카 (8) 〈おひさま〜大切なあなたへ〉
  - 고바야시 사치코 (33) 〈おんなの酒場〉
  - 아야카 (5) 〈みんな空の下〉
  - 와다 아키코 (35) 〈あの鐘を鳴らすのはあなた〉
  - 이키모노가카리 (4) 〈歩いていこう〉
  - 마츠다 세이코 (16)·칸다 사야카 (1) 〈上を向いて歩こう〉
  - 사카모토 후유미 (23) 〈夜桜お七〉
  - 마츠토야 유미 (2) 〈（みんなの）春よ、来い〉
  - 덴도 요시미 (16) 〈愛燦燦〉
  - 이시카와 사유리 (34) 〈津軽海峡・冬景色〉

- 시로구미(白組) :
  - 토쿠나가 히데아키 (6) 〈時代〉
  - TOKIO (18) 〈見上げた流星〉
  - 고 히로미 (24) 〈GO! Smile Japan!![4]〉
  - 유즈 (4) 〈Hey和〉
  - 동방신기 (3) 〈Why? (Keep Your Head Down)〉
  - 센 마사오 (16) 〈北国の春〉
  - 니시다 토시유키 (4) 〈あの街に生まれて〉
  - 나가부치 쓰요시 (3) 〈ひとつ〉
  - 아라시 (3) 〈2011紅白スペシャルメドレー[5]〉
  - 이츠키 히로시 (41) 〈ふるさと〉
  - 히카와 키요시 (12) 〈情熱のマリアッチ〉
  - 후쿠야마 마사하루 (4) 〈家族になろうよ〉
  - EXILE (7) 〈Rising Sun〉
  - 키타지마 사부로 (48) 〈帰ろかな〉
  - SMAP (19) 〈SMAP AID 紅白SP[6]〉